# فيل جريكو
فيل جريكو (بالإنجليزية: Phil Greco)‏ هو مدير فني أمريكي، ولد في 30 سبتمبر 1948.